# GuruPlug

GuruPlug es un ordenador de enchufe compacto y de bajo consumo que funciona con Linux. Está pensado para ser un dispositivo que podría hacer de servidor web, servidor de impresión o de cualquier otro servicio de red. Tiene almacenamiento interno en memoria flash de tipo NAND, pero también posee puertos USB y un puerto Serial ATA para conectar discos duros externos.
Las primeras versiones del GuruPlug Plus no tenían partes móviles como ventiladores, y como resultado el consumo energético y el nivel de ruido eran menores comparados con la mayoría de los ordenadores de sobremesa; sin embargo, estas unidades tuvieron graves problemas de disipación de calor y eran propensos a recalentarse (un posible fallo de seguridad si se deja varios días). Este problema se resolvió en versiones posteriores del GuruPlug Plus añadiendo un ventilador de 2cm al diseño, aunque esto eliminaba los beneficios del diseño silencioso. El ventilador no se podía controlar por software y hacía un sonido parecido al de un secador de pelo. La versión estándar del GuruPlug no tiene ventilador y por lo tanto, tampoco hace ruido. 
En el campo de la computación pequeña y de bajo consumo, se menciona al SheevaPlug como su predecesor.

## Variantes y modificaciones
El GuruPlug viene en dos variantes: GuruPlug Server Standard y GuruPlug Server Plus. La versión Plus trae además un segundo puerto ethernet gigabit, un eSATA y una ranura para tarjetas Micro SD.